# N.H.K. ni yōkoso!
N.H.K. ni yōkoso! är en roman från 2002 skriven av Tatsuhiko Takimoto, som senare även  fått manga- och animeversioner.
Handlingen kretsar kring en 22-årig hikikomori som får hjälp av en märklig tjej som verkar veta mycket om honom, trots att de precis träffats. Ett genomgående tema i berättelsen är de motgångar man kan möta i livet och hur människor måste ta itu med dem på sina egna sätt.
I Japan står förkortningen NHK för public-service bolaget NHK (日本放送協会, Nihon Housou Kyoukai), men huvudpersonen tror att det egentligen står för Nihon Hikikomori Kyōkai (日本引きこもり協会, "Det japanska hikikomori-sällskapet"), en organisation som i hemlighet konspirerar för att göra människor som honom till hemmasittare.
Medan handlingen främst behandlar fenomenet hikikomori utforskar den även japanska subkulturella fenomen såsom otaku, lolicon och självmordspakter på internet.